# Temporada 1882-1883 del Liceu
El 6 de març de la temporada 1882-1883 s'estrena la primera òpera de Wagner al Liceu, Lohengrin, que l'any anterior ja s'havia estrenat a Barcelona al Teatre Principal. Al Liceu té un acolliment molt més favorable que el rebut al Principal. Aquesta versió va ser durament criticada per part de la premsa, que va arribar a exigir un Lohengrin de desgreuge. Així, dos mesos després es tornava a representar dirigida per Joan Goula.
| Temporada 1882-1883 del Liceu |                          |                                 |                   | |           |                                 |
| Òpera                         | Compositor               | Director musical                | Director d'escena | Papers principals | Producció | Dates                           |
| Don Giovanni                  | Wolfgang Amadeus Mozart  | N.N.                            |                   | Paul Lhérie, Ermenegildo de Serini, Jenni Howe, Ada Adini, Talia Luè, Pasquale Lazzarini, Renato Neveu,                      |           | 2 al 4 d'octubre                |
| Duca d'Alba                   | Gaetano Donizetti        |                                 |                   | Carolina Casanova de Cepeda, Roberto Stagno, Giuseppe Moretti, Sante-Athos, Giulio Paoletti, Ermenegildo De Serini           |           | desembre                        |
| Ernani                        | Giuseppe Verdi           |                                 |                   | Ida Riccetti/Maria Pisani, Giovanni Sani, Sante-Athos, Giulio Paoletti                                                       |           | desembre                        |
| Roberto il Diavolo            | Giacomo Meyerbeer        |                                 |                   | Carolina Casanova de Cepeda, Roberto Stagno, Raffaella Pattini, Giuseppe Moretti, Giuseppe David                             |           | gener                           |
| Aida                          | Giuseppe Verdi           |                                 |                   | Romilda Pantaleoni, Giulia Novelli, Giovanni Sani, Marco Angelini, Giulio Paoletti, Ermenegildo De Serini                    |           | gener                           |
| L'Africaine                   | Giacomo Meyerbeer        |                                 |                   | Romilda Pantaleoni, Maria Pisani, Giovanni Sani, Sante-Athos, Giuseppe David                                                 |           | gener                           |
| Gioconda                      | Amilcare Ponchielli      |                                 |                   | Maddalena Mariani Masi, Giulia Novelli, Ebe Trèves/Nina Fride, Giovanni Sani, Sante-Athos, Giulio Paoletti                   |           | febrer                          |
| Lohengrin                     | Richard Wagner           | Auguste Vianesi                 |                   | Carolina Casanova de Cepeda, Giulia Novelli, Roberto Stagno, Sante-Athos/Marco Angelini, Giuseppe David                      |           | 6 de març                       |
| L'Africaine                   | Giacomo Meyerbeer        |                                 |                   | Elena Theodorini, Adele Gini, Angelo Masini/Leopoldo Signoretti, Eugene Dufriche, Romano Nannetti, Giuseppe Rapp             |           | març                            |
| Favorita                      | Gaetano Donizetti        | Joan Goula                      |                   | Elena Theodorini, Angelo Masini, Eugène Dufriche, Giuseppe Rapp, Antonio Turchetto, Sofia Irigoyen                           |           | 3, 5 maig                       |
| La Juive                      | Jacques Fromental Halevy |                                 |                   | Emma Dotti, Adele Gini, Francesco Giannini, Giuseppe Rapp                                                                    |           | abril                           |
| Il barbiere di Siviglia       | Gioacchino Rossini       | Joan Goula                      |                   | Angelo Masini, Aristide Fiorini, Elena Theodorini, Vittorio Carpi, Giuseppe Rapp, Francesc Cabrer, Adela Gassull             |           | abril                           |
| Lucia di Lammermoor           | Gaetano Donizetti        |                                 |                   | Leria Carlotta, Francesco Giannini, Eugene Dufriche, Giuseppe Ziliani/Martin Verdaguer, Michele Durini                       |           | abril                           |
| Rigoletto                     | Giuseppe Verdi           | Joan Goula                      |                   | Angelo Masini, Napoleone Verger (abril) / Eugène Dufriche (maig), Carlotta Leria, Giuseppe Rapp, Adele Borghi, Adela Gassull |           | 19, 22 d'abril / 13, 19 de maig |
| La traviata                   | Giuseppe Verdi           | Joan Goula/Joaquim Maria Vehils |                   | Elena Theodorini, Angelo Masini/Francesco Giannini, Napoleone Verger/Antoni Prous                                            |           | abril                           |
| Lohengrin                     | Richard Wagner           | Joan Goula                      |                   | Nadina Bulicioff, Elvira Ercoli, Leopoldo Signoretti, Eugene Dufriche, Pau Meroles                                           |           | 6 de maig                       |
| Il trovatore                  | Giuseppe Verdi           | Joaquim Maria Vehils            |                   | Antoni Prous, Adele Gini, Adele Borghi, Francesco Giannini, Francesc Cabrer, Adela Gassull                                   |           | 6, 13 maig                      |
| Los Huguenots                 | Giacomo Meyerbeer        |                                 |                   | Elena Theodorini, Carlotta Leria, Adele Borghi, Angelo Masini, Napoleone Verger, Giuseppe Rapp, Eugene Dufriche              |           | maig                            |